# Ekstraklasa w piłce nożnej (2022/2023)/Wyniki spotkań wiosna

## Zestawienie wszystkich rozegranych meczów
Kliknięcie na wynik powoduje przejście do opisu danego spotkania.
| Gospodarz \ Gość      | CRA | GZA | JAG | KOR | LPO | LGD | LEG | MIE | PIA | POG | RAD | RAK | SMI | ŚLĄ | WAR | WID | WPŁ | ZLU |
| --------------------- | --- | --- | --- | --- | --- | --- | --- | --- | --- | --- | --- | --- | --- | --- | --- | --- | --- | --- |
| Cracovia              |     | 2–0 | 1–0 | 2–0 | 0–0 | 0–1 | 3–0 | 1–1 | 0–1 | 1–1 | 3–0 | 3–0 | 2–1 | 1–1 | 0–2 | 1–1 | 3–0 | 0–1 |
| Górnik Zabrze         | 0–2 |     | 1–1 | 1–1 | 1–2 | 1–1 | 0–1 | 0–3 | 3–3 | 2–1 | 0–0 | 1–0 | 1–3 | 2–0 | 2–0 | 3–0 | 3–2 | 2–3 |
| Jagiellonia Białystok | 1–1 | 2–1 |     | 4–1 | 1–2 | 1–0 | 2–5 | 2–1 | 2–0 | 2–0 | 1–2 | 1–2 | 4–0 | 1–1 | 3–1 | 0–2 | 1–1 | 2–2 |
| Korona Kielce         | 2–1 | 1–2 | 2–1 |     | 0–3 | 1–0 | 1–1 | 1–0 | 1–1 | 1–2 | 2–1 | 1–0 | 0–2 | 3–1 | 0–1 | 0–1 | 1–0 | 2–2 |
| Lech Poznań           | 3–0 | 0–1 | 2–0 | 3–2 |     | 5–0 | 0–0 | 1–0 | 1–0 | 2–2 | 1–0 | 1–2 | 0–2 | 0–1 | 2–0 | 2–0 | 1–3 | 1–2 |
| Lechia Gdańsk         | 1–2 | 2–1 | 2–2 | 0–1 | 0–3 |     | 1–0 | 4–0 | 1–3 | 0–1 | 1–3 | 0–3 | 1–0 | 0–0 | 0–0 | 0–0 | 1–0 | 1–3 |
| Legia Warszawa        | 2–2 | 2–2 | 5–1 | 3–2 | 2–2 | 2–1 |     | 3–2 | 2–0 | 1–1 | 1–0 | 3–1 | 2–0 | 3–1 | 1–0 | 2–2 | 2–0 | 2–0 |
| Miedź Legnica         | 1–1 | 0–0 | 1–1 | 2–2 | 2–2 | 2–1 | 2–2 |     | 0–1 | 2–4 | 0–0 | 0–2 | 0–2 | 1–0 | 1–2 | 0–1 | 2–1 | 0–1 |
| Piast Gliwice         | 2–1 | 1–0 | 1–1 | 2–1 | 1–1 | 3–0 | 0–1 | 2–1 |     | 0–0 | 1–2 | 0–1 | 4–0 | 1–1 | 0–2 | 1–2 | 1–0 | 0–1 |
| Pogoń Szczecin        | 3–2 | 1–4 | 1–0 | 0–0 | 2–2 | 2–1 | 2–1 | 3–2 | 1–1 |     | 4–0 | 0–2 | 4–2 | 0–2 | 3–1 | 2–1 | 2–2 | 3–0 |
| Radomiak Radom        | 0–2 | 0–3 | 0–0 | 0–2 | 1–1 | 4–1 | 0–2 | 1–1 | 0–1 | 1–2 |     | 0–0 | 1–0 | 2–0 | 2–3 | 3–1 | 2–0 | 0–1 |
| Raków Częstochowa     | 4–1 | 2–0 | 2–2 | 1–0 | 0–2 | 4–0 | 4–0 | 1–0 | 1–0 | 1–0 | 3–0 |     | 3–2 | 4–1 | 1–0 | 2–0 | 7–1 | 1–1 |
| Stal Mielec           | 2–0 | 0–1 | 1–1 | 2–1 | 0–0 | 0–0 | 0–1 | 1–1 | 0–2 | 4–2 | 1–1 | 0–0 |     | 2–0 | 1–0 | 0–3 | 1–1 | 3–0 |
| Śląsk Wrocław         | 1–1 | 4–1 | 2–2 | 1–1 | 2–1 | 2–1 | 0–0 | 4–2 | 0–1 | 2–1 | 0–1 | 1–4 | 1–1 |     | 0–2 | 0–0 | 3–1 | 0–3 |
| Warta Poznań          | 0–0 | 0–0 | 2–0 | 5–1 | 0–1 | 2–0 | 1–0 | 1–1 | 1–1 | 1–2 | 1–2 | 1–1 | 1–1 | 3–1 |     | 0–1 | 0–4 | 2–2 |
| Widzew Łódź           | 2–0 | 2–3 | 1–1 | 0–3 | 1–2 | 2–3 | 1–2 | 1–0 | 2–3 | 3–3 | 1–3 | 0–0 | 0–2 | 1–0 | 0–2 |     | 2–1 | 3–0 |
| Wisła Płock           | 1–0 | 1–1 | 2–4 | 2–1 | 0–1 | 3–0 | 2–1 | 4–1 | 1–0 | 0–1 | 1–1 | 1–2 | 0–0 | 1–2 | 1–0 | 1–1 |     | 2–0 |
| Zagłębie Lubin        | 0–2 | 0–2 | 1–1 | 1–1 | 1–1 | 0–3 | 1–2 | 2–1 | 0–2 | 0–1 | 0–1 | 1–2 | 2–0 | 0–0 | 0–0 | 2–0 | 2–1 |     |

1. ↑  Mecz przerwany w 79. minucie przy stanie 0-1 z powodu użycia środków pirotechnicznych[1][2].

## Wiosna (27 stycznia – 28 maja)
Źródło 1:
Źródło 2:
Źródło 3:

### 18. kolejka (27 – 30 stycznia)
| 127 stycznia 2023 | Miedź Legnica                            | 0:0   | Radomiak Radom |                                                                                    |
| 18:00             |                                          | (0:0) |                | Stadion Miejski w Legnicy, Legnica Widzów: 3 831 Sędzia: Sebastian Krasny (Kraków) |
| 18:00             | Obieta 34' · Henríquez 62' · Matynia 65' | (0:0) | 30' Abramowicz | Stadion Miejski w Legnicy, Legnica Widzów: 3 831 Sędzia: Sebastian Krasny (Kraków) |

| 227 stycznia 2023 | Stal Mielec                                                     | 0:0   | Lech Poznań                 | |
| 20:30             |                                                                 | (0:0) |                             | Stadion Miejskiego Ośrodka Sportu i Rekreacji w Mielcu, Mielec Widzów: 6 001 Sędzia: Paweł Raczkowski (Warszawa) |
| 20:30             | Kasperkiewicz 45+2' · Matras 58' · Domański 84' · Vallejo 90+5' | (0:0) | 3' Murawski · 90+2' Salamon | Stadion Miejskiego Ośrodka Sportu i Rekreacji w Mielcu, Mielec Widzów: 6 001 Sędzia: Paweł Raczkowski (Warszawa) |

| 328 stycznia 2023 | Warta Poznań                                                             | 1:1   | Raków Częstochowa     | |
| 15:00             | Grzesik 26'                                                              | (1:0) | 58' Stratos Swarnas   | Stadion Dyskobolii Grodzisk Wielkopolski, Grodzisk Wielkopolski Widzów: 1 846 Sędzia: Łukasz Kuźma (Białystok) |
| 15:00             | Szczepański 31' · Pleśnierowicz 32' · Stavropoulos 71' · Matuszewski 90' | (1:0) | 30' López · 50' Tudor | Stadion Dyskobolii Grodzisk Wielkopolski, Grodzisk Wielkopolski Widzów: 1 846 Sędzia: Łukasz Kuźma (Białystok) |

| 428 stycznia 2023 | Widzew Łódź                                          | 3:3   | Pogoń Szczecin                             |                                                                                |
| 17:30             | Pawłowski 67' · Terpiłowski 79' · Kreuzriegler 90+9' | (0:1) | 20' Grosicki · 74' Kowalczyk · 86' Zahovič | Stadion Widzewa Łódź, Łódź Widzów: 17 680 Sędzia: Daniel Stefański (Bydgoszcz) |
| 17:30             | Nunes 73'                                            | (0:1) | 90+7' Zech · 90+10' Triandafilopulos       | Stadion Widzewa Łódź, Łódź Widzów: 17 680 Sędzia: Daniel Stefański (Bydgoszcz) |

| 528 stycznia 2023 | Śląsk Wrocław | 0:3   | Zagłębie Lubin                         |                                                                           |
| 20:00             |               | (0:1) | 33' Chodyna · 67' Živec · 90+5' Pieńko | Tarczyński Arena, Wrocław Widzów: 9 080 Sędzia: Krzysztof Jakubik Siedlce |
| 20:00             | Verdasca 77'  | (0:1) | 89' Bartolewski                        | Tarczyński Arena, Wrocław Widzów: 9 080 Sędzia: Krzysztof Jakubik Siedlce |

| 629 stycznia 2023 | Piast Gliwice              | 1:1   | Jagiellonia Białystok |                                                                             |
| 12:30             | Wilczek 68'                | (0:0) | 61' Łaski             | Stadion Miejski, Gliwice Widzów: 3 328 Sędzia: Jarosław Przybył (Kluczbork) |
| 12:30             | 11' Puerto · 44' Romanczuk | (0:0) |                       | Stadion Miejski, Gliwice Widzów: 3 328 Sędzia: Jarosław Przybył (Kluczbork) |

| 729 stycznia 2023 | Legia Warszawa                                                                                        | 3:2   | Korona Kielce               | |
| 15:00             | Josué 24' (k) · Nawrocki 36' · Kapustka 47'                                                           | (2:0) | 65', 79' Szykauka           | Stadion Miejski Legii Warszawa im. Marszałka Józefa Piłsudskiego, Warszawa Widzów: 18 069 Sędzia: Damian Sylwestrzak (Wrocław) |
| 15:00             | Josué 23' · Nawrocki 27' · Kapustka 42' · Wszołek 45' · Augustyniak 67' · Tobiasz 83' · Rosołek 90+6' | (2:0) | 23' Zapytowski · 45+2' Nono | Stadion Miejski Legii Warszawa im. Marszałka Józefa Piłsudskiego, Warszawa Widzów: 18 069 Sędzia: Damian Sylwestrzak (Wrocław) |

| 829 stycznia 2023 | Lechia Gdańsk                | 1:0   | Wisła Płock |                                                                            |
| 17:30             | Zwoliński 53'                | (0:0) |             | Polsat Plus Arena Gdańsk, Gdańsk Widzów: 5 675 Sędzia: Piotr Lasyk (Bytom) |
| 17:30             | 20' Lewandowski · 57' Szwoch | (0:0) |             | Polsat Plus Arena Gdańsk, Gdańsk Widzów: 5 675 Sędzia: Piotr Lasyk (Bytom) |

| 930 stycznia 2023 | Cracovia                        | 2:0   | Górnik Zabrze            |                                                                                           |
| 19:00             | Ghiță 17' · Jablonský 53'       | (1:0) |                          | Stadion Cracovii im. Józefa Piłsudskiego, Kraków Widzów: 7 038 Sędzia: Paweł Malec (Łódź) |
| 19:00             | Jablonský 34' · Jaroszyński 79' | (1:0) | 9' Janža · 21' Szymański | Stadion Cracovii im. Józefa Piłsudskiego, Kraków Widzów: 7 038 Sędzia: Paweł Malec (Łódź) |

### 19. kolejka (3 – 6 lutego)
| 13 lutego 2023 | Widzew Łódź                             | 1:1   | Jagiellonia Białystok |                                                                               |
| 21:00          | Kun 78'                                 | (0:0) | 90' (s) Kreuzriegler  | Stadion Widzewa Łódź, Łódź Widzów: 17 081 Sędzia: Paweł Raczkowski (Warszawa) |
| 21:00          | 35' Romanczuk · 44' Puerto · 54' Kupisz | (0:0) |                       | Stadion Widzewa Łódź, Łódź Widzów: 17 081 Sędzia: Paweł Raczkowski (Warszawa) |

| 24 lutego 2023 | Raków Częstochowa             | 1:0   | Piast Gliwice             | |
| 15:00          | Czerwiński 40' (sam.)         | (1:0) |                           | Miejski Stadion Piłkarski Raków w Częstochowie, Częstochowa Widzów: 5 238 Sędzia: Szymon Marciniak (Płock) |
| 15:00          | Koczerhin 58' · Wdowiak 90+2' | (1:0) | 43' Hateley · 78' Dziczek | Miejski Stadion Piłkarski Raków w Częstochowie, Częstochowa Widzów: 5 238 Sędzia: Szymon Marciniak (Płock) |

| 34 lutego 2023 | Górnik Zabrze              | 1:1   | Lechia Gdańsk                                             |                                                                                    |
| 17:30          | Włodarczyk 45+9' (k)       | (1:0) | 71' Zwoliński                                             | Stadion im. Ernesta Pohla, Zabrze Widzów: 8 342 Sędzia: Damian Sylwestrzak Wrocław |
| 17:30          | Włodarczyk 18' · Janža 67' | (1:0) | 28' Gajos · 41' Zwoliński · 45+7' Durmuş · 90' Bartkowski | Stadion im. Ernesta Pohla, Zabrze Widzów: 8 342 Sędzia: Damian Sylwestrzak Wrocław |

| 44 lutego 2023 | Zagłębie Lubin              | 1:2   | Legia Warszawa         |                                                                                  |
| 20:00          | Łakomy 65'                  | (0:1) | 37' Wszołek · 59' Muçi | Stadion Zagłębia Lubin, Lubin Widzów: 8 427 Sędzia: Jarosław Przybył (Kluczbork) |
| 20:00          | Kopacz 53' · Starzyński 57' | (0:1) |                        | Stadion Zagłębia Lubin, Lubin Widzów: 8 427 Sędzia: Jarosław Przybył (Kluczbork) |

| 55 lutego 2023 | Radomiak Radom                                  | 1:0   | Stal Mielec                                        | |
| 12:30          | Rossi 23'                                       | (1:0) |                                                    | Stadion Lekkoatletyczno-Piłkarski im. Marszałka Józefa Piłsudskiego, Radom Widzów: 2 545 Sędzia: Tomasz Kwiatkowski (Warszawa) |
| 12:30          | Alves 4' · Rossi 53' · Machado 59' · Cestor 62' | (1:0) | 40' Vallejo · 59' Getinger · 64' Flis · 69' Matras | Stadion Lekkoatletyczno-Piłkarski im. Marszałka Józefa Piłsudskiego, Radom Widzów: 2 545 Sędzia: Tomasz Kwiatkowski (Warszawa) |

| 65 lutego 2023 | Lech Poznań     | 1:0   | Miedź Legnica           |                                                                   |
| 15:00          | Ishak 17'       | (1:0) |                         | Stadion Poznań, Poznań Widzów: 10 820 Sędzia: Damian Kos (Gdańsk) |
| 15:00          | Marchwiński 86' | (1:0) | 2' Gülen · 84' Masouras | Stadion Poznań, Poznań Widzów: 10 820 Sędzia: Damian Kos (Gdańsk) |

| 75 lutego 2023 | Pogoń Szczecin | 0:2   | Śląsk Wrocław                 |                                                                                                   |
| 17:30          |                | (0:0) | 48' Expósito · 85' (k) Yeboah | Stadion Miejski im. Floriana Krygiera, Szczecin Widzów: 14 040 Sędzia: Bartosz Frankowski (Toruń) |
| 17:30          | Fornalczyk 75' | (0:0) | 62' Verdasca                  | Stadion Miejski im. Floriana Krygiera, Szczecin Widzów: 14 040 Sędzia: Bartosz Frankowski (Toruń) |

| 86 lutego 2023 | Korona Kielce                                            | 2:1   | Cracovia                                     |                                                                      |
| 19:00          | Malarczyk 30' · Łukowski 56' (k)                         | (1:0) | 66' (k) Knap                                 | Suzuki Arena, Kielce Widzów: 5 679 Sędzia: Krzysztof Jakubik Siedlce |
| 19:00          | Nono 25' · Trojak 65' · Zapytowski 90+5' · Briceag 90+6' | (1:0) | 52' Oshima · 73' Jaroszyński · 82' Jablonský | Suzuki Arena, Kielce Widzów: 5 679 Sędzia: Krzysztof Jakubik Siedlce |

| 98 marca 2023 | Wisła Płock | 1:0   | Warta Poznań                            |                                                                                     |
| 18:45         | Szwoch 54'  | (0:0) |                                         | Stadion im. Kazimierza Górskiego, Płock Widzów: 3 111 Sędzia: Karol Arys (Szczecin) |
| 18:45         | Szwoch 52'  | (0:0) | 58', 60' Mäenpää · 66' Luís · 83' Szmyt | Stadion im. Kazimierza Górskiego, Płock Widzów: 3 111 Sędzia: Karol Arys (Szczecin) |

### 20. kolejka (10 – 13 lutego)
| 110 lutego 2023 | Stal Mielec                 | 0:0   | Raków Częstochowa           | |
| 18:00           |                             | (0:0) |                             | Stadion Miejskiego Ośrodka Sportu i Rekreacji w Mielcu, Mielec Widzów: 4 330 Sędzia: Daniel Stefański (Bydgoszcz) |
| 18:00           | Wlazło 52' · Ciepiela 90+2' | (0:0) | 35' Nowak · 42' Jean Carlos | Stadion Miejskiego Ośrodka Sportu i Rekreacji w Mielcu, Mielec Widzów: 4 330 Sędzia: Daniel Stefański (Bydgoszcz) |

| 210 lutego 2023 | Lechia Gdańsk    | 0:0   | Widzew Łódź |                                                                                      |
| 20:30           |                  | (0:0) |             | Polsat Plus Arena Gdańsk, Gdańsk Widzów: 9 423 Sędzia: Tomasz Kwiatkowski (Warszawa) |
| 20:30           | Sezonienko 90+2' | (0:0) |             | Polsat Plus Arena Gdańsk, Gdańsk Widzów: 9 423 Sędzia: Tomasz Kwiatkowski (Warszawa) |

| 311 lutego 2023 | Śląsk Wrocław              | 1:1   | Korona Kielce                                        |                                                                             |
| 15:00           | Yeboah 68'                 | (0:0) | 87' (k) Łukowski                                     | Tarczyński Arena, Wrocław Widzów: 5 224 Sędzia: Paweł Raczkowski (Warszawa) |
| 15:00           | Expósito 41' · Poprawa 50' | (0:0) | 37' Malarczyk · 40' Łukowski · 43' Marcin Szpakowski | Tarczyński Arena, Wrocław Widzów: 5 224 Sędzia: Paweł Raczkowski (Warszawa) |

| 411 lutego 2023 | Wisła Płock                                                | 0:1   | Lech Poznań                                                 |                                                                                  |
| 17:30           |                                                            | (0:1) | 20' Murawski                                                | Stadion im. Kazimierza Górskiego, Płock Widzów: 4 011 Sędzia: Paweł Malec (Łódź) |
| 17:30           | Vallo 32' · Chrzanowski 33' · Kapuadi 58' · Rzeźniczak 71' | (0:1) | 50' Karlström · 52' Murawski · 78' Czerwiński · 87' Salamon | Stadion im. Kazimierza Górskiego, Płock Widzów: 4 011 Sędzia: Paweł Malec (Łódź) |

| 511 lutego 2023 | Jagiellonia Białystok                     | 2:0   | Pogoń Szczecin                      |                                                                           |
| 20:00           | Kupisz 58' · Imaz 78'                     | (0:0) |                                     | Stadion Miejski, Białystok Widzów: 5 450 Sędzia: Szymon Marciniak (Płock) |
| 20:00           | Nené 26' · Bortniczuk 38' · Romanczuk 75' | (0:0) | 45' Wędrychowski · 86' Bichakhchyan | Stadion Miejski, Białystok Widzów: 5 450 Sędzia: Szymon Marciniak (Płock) |

| 612 lutego 2023 | Zagłębie Lubin                          | 0:2   | Piast Gliwice             |                                                                            |
| 12:30           |                                         | (0:2) | 13' Kądzior · 38' Wilczek | Stadion Zagłębia Lubin, Lubin Widzów: 4 116 Sędzia: Piotr Urban (Warszawa) |
| 12:30           | Kłudka 46' · Łakomy 54' · Ławniczak 75' | (0:2) |                           | Stadion Zagłębia Lubin, Lubin Widzów: 4 116 Sędzia: Piotr Urban (Warszawa) |

| 712 lutego 2023 | Górnik Zabrze | 0:0   | Radomiak Radom |                                                                                    |
| 15:00           |               | (0:0) |                | Stadion im. Ernesta Pohla, Zabrze Widzów: 7 134 Sędzia: Bartosz Frankowski (Toruń) |
| 15:00           | Pacheco 36'   | (0:0) | 48' Rossi      | Stadion im. Ernesta Pohla, Zabrze Widzów: 7 134 Sędzia: Bartosz Frankowski (Toruń) |

| 812 lutego 2023 | Legia Warszawa             | 2:2   | Cracovia               | |
| 17:30           | Nawrocki 80' · Pekhart 87' | (0:1) | 9' Rakoczy · 82' Jugas | Stadion Miejski Legii Warszawa im. Marszałka Józefa Piłsudskiego, Warszawa Widzów: 15 182 Sędzia: Piotr Lasyk Bytom |
| 17:30           | Jędrzejczyk 22'            | (0:1) | 90' Atanasow           | Stadion Miejski Legii Warszawa im. Marszałka Józefa Piłsudskiego, Warszawa Widzów: 15 182 Sędzia: Piotr Lasyk Bytom |

| 913 lutego 2023 | Warta Poznań      | 1:1   | Miedź Legnica                 | |
| 19:00           | Szczepański 74'   | (0:0) | 62' Drygas                    | Stadion Dyskobolii Grodzisk Wielkopolski, Grodzisk Wielkopolski Widzów: 1 014 Sędzia: Tomasz Wajda (Żywiec) |
| 19:00           | Pleśnierowicz 53' | (0:0) | 76' Masouras · 90+2' Zapolnik | Stadion Dyskobolii Grodzisk Wielkopolski, Grodzisk Wielkopolski Widzów: 1 014 Sędzia: Tomasz Wajda (Żywiec) |

### 21. kolejka (17 – 20 lutego)
| 117 lutego 2023 | Cracovia                    | 2:1   | Stal Mielec              | |
| 18:00           | Kakabadze 47' · Makuch 85'  | (0:1) | 37' Hinokio              | Stadion Cracovii im. Józefa Piłsudskiego, Kraków Widzów: 7 139 Sędzia: Tomasz Kwiatkowski (Warszawa) |
| 18:00           | Niemczycki 17' · Makuch 86' | (0:1) | 23' Hinokio · 45+2' Flis | Stadion Cracovii im. Józefa Piłsudskiego, Kraków Widzów: 7 139 Sędzia: Tomasz Kwiatkowski (Warszawa) |

| 217 lutego 2023 | Widzew Łódź    | 1:0   | Śląsk Wrocław                 |                                                                     |
| 20:30           | Hansen 90+3'   | (0:0) |                               | Stadion Widzewa Łódź, Łódź Widzów: 17 099 Sędzia: Piotr Lasyk Bytom |
| 20:30           | Letniowski 28' | (0:0) | 12' Verdasca · 30' Grétarsson | Stadion Widzewa Łódź, Łódź Widzów: 17 099 Sędzia: Piotr Lasyk Bytom |

| 318 lutego 2023 | Korona Kielce                                    | 1:0   | Lechia Gdańsk |                                                                       |
| 15:00           | Deaconu 37'                                      | (1:0) |               | Suzuki Arena, Kielce Widzów: 6 568 Sędzia: Bartosz Frankowski (Toruń) |
| 15:00           | Petrov 44', 60' · Zapytowski 79' · Godinho 90+4' | (1:0) | 77' Kubicki   | Suzuki Arena, Kielce Widzów: 6 568 Sędzia: Bartosz Frankowski (Toruń) |

| 418 lutego 2023 | Raków Częstochowa                                         | 2:0   | Górnik Zabrze                              | |
| 17:30           | Gutkovskis 10' · Jean Carlos 90+5'                        | (1:0) |                                            | Miejski Stadion Piłkarski Raków w Częstochowie, Częstochowa Widzów: 5 114 Sędzia: Krzysztof Jakubik (Siedlce) |
| 17:30           | Lederman 32' · Koczerhin 60' · Tudor 69' · Gutkovskis 78' | (1:0) | 34' Bergström · 52' Paluszek · 90' Okunuki | Miejski Stadion Piłkarski Raków w Częstochowie, Częstochowa Widzów: 5 114 Sędzia: Krzysztof Jakubik (Siedlce) |

| 518 lutego 2023 | Pogoń Szczecin                          | 3:1   | Warta Poznań |                                                                                              |
| 20:00           | Koútris 5' · Zahovič 54' · Grosicki 56' | (1:1) | 38' Żurawski | Stadion Miejski im. Floriana Krygiera, Szczecin Widzów: 9 482 Sędzia: Damian Kos (Wejherowo) |
| 20:00           | Wahlqvist 27' · Kurzawa 76'             | (1:1) | 86' Destan   | Stadion Miejski im. Floriana Krygiera, Szczecin Widzów: 9 482 Sędzia: Damian Kos (Wejherowo) |

| 619 lutego 2023 | Miedź Legnica                                                              | 2:1   | Wisła Płock        |                                                                                     |
| 12:30           | Henríquez 45+1' · Mijušković 61'                                           | (1:1) | 22' Kolar          | Stadion Miejski w Legnicy, Legnica Widzów: 3 739 Sędzia: Patryk Gryckiewicz (Toruń) |
| 12:30           | Mijušković 10' · Drygas 20' · Henríquez 30' · Niewulis 37' · Dominguez 84' | (1:1) | 42' Igor Drapiński | Stadion Miejski w Legnicy, Legnica Widzów: 3 739 Sędzia: Patryk Gryckiewicz (Toruń) |

| 719 lutego 2023 | Lech Poznań                         | 1:2   | Zagłębie Lubin                                               |                                                                      |
| 15:00           | Sobiech 45'                         | (1:2) | 23' Kurminowski · 35' Łakomy                                 | Stadion Poznań, Poznań Widzów: 13 074 Sędzia: Łukasz Kuźma Białystok |
| 15:00           | Velde 25' · Ba Loua 33' · Ishak 88' | (1:2) | 51' Poletanović · 69' Grzybek · 90+3' Adamski · 90+4' Pieńko | Stadion Poznań, Poznań Widzów: 13 074 Sędzia: Łukasz Kuźma Białystok |

| 819 lutego 2023 | Piast Gliwice                                                               | 0:1   | Legia Warszawa                           |                                                                             |
| 17:30           |                                                                             | (0:0) | 76' (k) Josué                            | Stadion Miejski, Gliwice Widzów: 5 753 Sędzia: Damian Sylwestrzak (Wrocław) |
| 17:30           | Katránis 22' · Tomasiewicz 23' · Dziczek 37' · Czerwiński 45' · Chrapek 82' | (0:0) | 31' Pekhart · 2' Slisz · 64' Jędrzejczyk | Stadion Miejski, Gliwice Widzów: 5 753 Sędzia: Damian Sylwestrzak (Wrocław) |

| 920 lutego 2023 | Radomiak Radom        | 0:0   | Jagiellonia Białystok          | |
| 19:00           |                       | (0:0) |                                | Stadion Lekkoatletyczno-Piłkarski im. Marszałka Józefa Piłsudskiego, Radom Widzów: 2 275 Sędzia: Jarosław Przybył (Kluczbork) |
| 19:00           | Rocha 34' · Alves 84' | (0:0) | 13' Skrzypczak · 90+2' Přikryl | Stadion Lekkoatletyczno-Piłkarski im. Marszałka Józefa Piłsudskiego, Radom Widzów: 2 275 Sędzia: Jarosław Przybył (Kluczbork) |

### 22. kolejka (24 – 27 lutego)
| 124 lutego 2023 | Jagiellonia Białystok | 1:2   | Raków Częstochowa              |                                                                              |
| 18:00           | Imaz 3'               | (1:1) | 38' Jean Carlos · 75' Petrášek | Stadion Miejski, Białystok Widzów: 6 547 Sędzia: Paweł Raczkowski (Warszawa) |
| 18:00           | Romanczuk 29'         | (1:1) | 43' Kun · 85' Berggren         | Stadion Miejski, Białystok Widzów: 6 547 Sędzia: Paweł Raczkowski (Warszawa) |

| 224 lutego 2023 | Legia Warszawa                                | 2:2   | Widzew Łódź                   | |
| 20:30           | Wszołek 18' · Hanousek 76' (sam.)             | (1:0) | 70' Hansen · 83' Pawłowski    | Stadion Miejski Legii Warszawa im. Marszałka Józefa Piłsudskiego, Warszawa Widzów: 27 522 Sędzia: Jarosław Przybył (Kluczbork) |
| 20:30           | Ribeiro 63' · Mladenović 82' · Sokołowski 82' | (1:0) | 85' Sánchez · 90+2' Zjawiński | Stadion Miejski Legii Warszawa im. Marszałka Józefa Piłsudskiego, Warszawa Widzów: 27 522 Sędzia: Jarosław Przybył (Kluczbork) |

| 325 lutego 2023 | Piast Gliwice                     | 2:1   | Cracovia                                                         |                                                                            |
| 15:00           | Tomasiewicz 47' · Dziczek 56' (k) | (0:0) | 64' Hoskonen                                                     | Stadion Miejski, Gliwice Widzów: 3 356 Sędzia: Krzysztof Jakubik (Siedlce) |
| 15:00           | Tomasiewicz 81'                   | (0:0) | 44' Rakoczy · 76' Kakabadze · 81' Jaroszyński · 90+2' Konoplanka | Stadion Miejski, Gliwice Widzów: 3 356 Sędzia: Krzysztof Jakubik (Siedlce) |

| 425 lutego 2023 | Warta Poznań                                                         | 5:1   | Korona Kielce | |
| 17:30           | Shikavka 8' (sam.) · Grzesik 31' · Szczepański 45', 60' · Ivanov 73' | (3:0) | 90+1' Kostorz | Stadion Dyskobolii Grodzisk Wielkopolski, Grodzisk Wielkopolski Widzów: 1 017 Sędzia: Daniel Stefański (Bydgoszcz) |
| 17:30           | Matuszewski 62'                                                      | (3:0) |               | Stadion Dyskobolii Grodzisk Wielkopolski, Grodzisk Wielkopolski Widzów: 1 017 Sędzia: Daniel Stefański (Bydgoszcz) |

| 525 lutego 2023 | Lechia Gdańsk                   | 1:3   | Radomiak Radom                      |                                                                              |
| 20:00           | Zwoliński 82' (k)               | (0:2) | 21', 52' (k) Rocha · 41' Abramowicz | Polsat Plus Arena Gdańsk, Gdańsk Widzów: 5 189 Sędzia: Wojciech Myć (Lublin) |
| 20:00           | Friesenbichler 50' · Nalepa 71' | (0:2) | 80' Castañeda                       | Polsat Plus Arena Gdańsk, Gdańsk Widzów: 5 189 Sędzia: Wojciech Myć (Lublin) |

| 626 lutego 2023 | Stal Mielec              | 0:1   | Górnik Zabrze                                                                        | |
| 12:30           |                          | (0:0) | 76' van den Hurk                                                                     | Stadion Miejskiego Ośrodka Sportu i Rekreacji w Mielcu, Mielec Widzów: 4 756 Sędzia: Damian Sylwestrzak (Wrocław) |
| 12:30           | Wlazło 20' · Hinokio 69' | (0:0) | 8' Jules · 28' Jensen · 51' Bergström · 54' Rasak · 69' van den Hurk · 90+4' Bielica | Stadion Miejskiego Ośrodka Sportu i Rekreacji w Mielcu, Mielec Widzów: 4 756 Sędzia: Damian Sylwestrzak (Wrocław) |

| 726 lutego 2023 | Wisła Płock  | 0:1   | Pogoń Szczecin     |                                                                                   |
| 15:00           |              | (0:0) | 90+4' Bichakhchyan | Stadion im. Kazimierza Górskiego, Płock Widzów: 4 034 Sędzia: Piotr Lasyk (Bytom) |
| 15:00           | Śpiączka 46' | (0:0) |                    | Stadion im. Kazimierza Górskiego, Płock Widzów: 4 034 Sędzia: Piotr Lasyk (Bytom) |

| 826 lutego 2023 | Śląsk Wrocław                                 | 2:1   | Lech Poznań                    |                                                                             |
| 17:30           | Expósito 34' · Yeboah 57'                     | (1:0) | 88' Skóraś                     | Tarczyński Arena, Wrocław Widzów: 13 922 Sędzia: Bartosz Frankowski (Toruń) |
| 17:30           | Konczkowski 49' · García 66', 72' · Olsen 85' | (1:0) | 33' Murawski · 67' Kvekveskiri | Tarczyński Arena, Wrocław Widzów: 13 922 Sędzia: Bartosz Frankowski (Toruń) |

| 927 lutego 2023 | Zagłębie Lubin         | 2:1   | Miedź Legnica    |                                                                               |
| 19:00           | Chodyna 52' · Jach 82' | (0:0) | 90+1' Narsingh   | Stadion Zagłębia Lubin, Lubin Widzów: 6 983 Sędzia: Sebastian Krasny (Kraków) |
| 19:00           | Dioudis 90+7'          | (0:0) | 90+6' Mijušković | Stadion Zagłębia Lubin, Lubin Widzów: 6 983 Sędzia: Sebastian Krasny (Kraków) |

### 23. kolejka (3 – 6 marca)
| 13 marca 2023 | Stal Mielec                                               | 0:2   | Piast Gliwice                 | |
| 18:00         |                                                           | (0:0) | 80' (k) Dziczek · 88' Wilczek | Stadion Miejskiego Ośrodka Sportu i Rekreacji w Mielcu, Mielec Widzów: 7 116 Sędzia: Paweł Raczkowski (Warszawa) |
| 18:00         | Flis 27' · Kasperkiewicz 74' · Wolski 79' · Vallejo 90+1' | (0:0) | 42' Czerwiński · 43' Kądzior  | Stadion Miejskiego Ośrodka Sportu i Rekreacji w Mielcu, Mielec Widzów: 7 116 Sędzia: Paweł Raczkowski (Warszawa) |

| 23 marca 2023 | Lech Poznań                                         | 5:0   | Lechia Gdańsk |                                                                            |
| 20:30         | Milić 25' · Skóraś 44' · Ishak 67' · Velde 83', 88' | (2:0) |               | Stadion Poznań, Poznań Widzów: 12 541 Sędzia: Damian Sylwestrzak (Wrocław) |
| 20:30         | Kvekveskiri 48' · Ba Loua 56' · Velde 90'           | (2:0) | 49' Diabaté   | Stadion Poznań, Poznań Widzów: 12 541 Sędzia: Damian Sylwestrzak (Wrocław) |

| 34 marca 2023 | Widzew Łódź | 0:2   | Warta Poznań              |                                                                            |
| 15:00         |             | (0:1) | 12' Zreľák · 65' Żurawski | Stadion Widzewa Łódź, Łódź Widzów: 17 829 Sędzia: Łukasz Kuźma (Białystok) |
| 15:00         | Kun 16'     | (0:1) | 5' Szmyt · 19' Ivanov     | Stadion Widzewa Łódź, Łódź Widzów: 17 829 Sędzia: Łukasz Kuźma (Białystok) |

| 44 marca 2023 | Korona Kielce           | 1:0   | Wisła Płock |                                                                         |
| 17:30         | Malarczyk 67'           | (0:0) |             | Suzuki Arena, Kielce Widzów: 5 834 Sędzia: Daniel Stefański (Bydgoszcz) |
| 17:30         | Zator 47' · Briceag 81' | (0:0) | 60' Tomasik | Suzuki Arena, Kielce Widzów: 5 834 Sędzia: Daniel Stefański (Bydgoszcz) |

| 54 marca 2023 | Górnik Zabrze                              | 0:1   | Legia Warszawa                                              |                                                                                     |
| 20:00         |                                            | (0:1) | 38' Pekhart                                                 | Stadion im. Ernesta Pohla, Zabrze Widzów: 21 396 Sędzia: Bartosz Frankowski (Toruń) |
| 20:00         | Vrhovec 18' · Jules 43' · van den Hurk 63' | (0:1) | 33' Ribeiro · 45+5' Pekhart · 64', 65' Josué · 90+2' Hładun | Stadion im. Ernesta Pohla, Zabrze Widzów: 21 396 Sędzia: Bartosz Frankowski (Toruń) |

| 65 marca 2023 | Miedź Legnica                                   | 1:1   | Jagiellonia Białystok                              |                                                                             |
| 12:30         | Mijušković 29'                                  | (1:1) | 24' Nené                                           | Stadion Miejski w Legnicy, Legnica Widzów: 3 719 Sędzia: Paweł Malec (Łódź) |
| 12:30         | Gülen 44' · Henríquez 84' · Dawid Drachal 90+4' | (1:1) | 41' Stojinović · 48' Nené · 69' Puerto · 76' Sáček | Stadion Miejski w Legnicy, Legnica Widzów: 3 719 Sędzia: Paweł Malec (Łódź) |

| 75 marca 2023 | Pogoń Szczecin           | 0:2   | Raków Częstochowa                 |                                                                                                 |
| 15:00         |                          | (0:1) | 38' Kochergin · 53' Jean Carlos   | Stadion Miejski im. Floriana Krygiera, Szczecin Widzów: 19 083 Sędzia: Szymon Marciniak (Płock) |
| 15:00         | Triantafyllópoulos 45+2' | (0:1) | 65' Gutkovskis · 80' Papanikolaou | Stadion Miejski im. Floriana Krygiera, Szczecin Widzów: 19 083 Sędzia: Szymon Marciniak (Płock) |

| 85 marca 2023 | Cracovia      | 1:1   | Śląsk Wrocław                                                      |                                                                                            |
| 17:30         | Bejger 9'     | (0:1) | 54' Mateusz Bochnak                                                | Stadion Cracovii im. Józefa Piłsudskiego, Kraków Widzów: 7 116 Sędzia: Piotr Lasyk (Bytom) |
| 17:30         | Kakabadze 68' | (0:1) | 34' Olsen · 44' Verdasca · 61' Poprawa · 68' Expósito · 77' Yeboah | Stadion Cracovii im. Józefa Piłsudskiego, Kraków Widzów: 7 116 Sędzia: Piotr Lasyk (Bytom) |

| 96 marca 2023 | Radomiak Radom                          | 0:1   | Zagłębie Lubin                              | |
| 19:00         |                                         | (0:1) | 33' Bohar                                   | Stadion Lekkoatletyczno-Piłkarski im. Marszałka Józefa Piłsudskiego, Radom Widzów: 2 605 Sędzia: Patryk Gryckiewicz (Toruń) |
| 19:00         | Rossi 32' · Jakubik 90' · Cayarga 90+3' | (0:1) | 44' Poletanović · 77' Makowski · 90+3' Jach | Stadion Lekkoatletyczno-Piłkarski im. Marszałka Józefa Piłsudskiego, Radom Widzów: 2 605 Sędzia: Patryk Gryckiewicz (Toruń) |

### 24. kolejka (10 – 13 marca)
| 110 marca 2023 | Lechia Gdańsk                                      | 4:0   | Miedź Legnica                                      |                                                                                  |
| 18:00          | Zwoliński 48', 88' (k) · Durmuş 75' · Paixão 90+4' | (0:0) |                                                    | Polsat Plus Arena Gdańsk, Gdańsk Widzów: 4 733 Sędzia: Krzysztof Jakubik Siedlce |
| 18:00          | Friesenbichler 34'                                 | (0:0) | 25' Gülen · 59' Obieta · 81' Kostka · 84' Carolina | Polsat Plus Arena Gdańsk, Gdańsk Widzów: 4 733 Sędzia: Krzysztof Jakubik Siedlce |

| 210 marca 2023 | Raków Częstochowa                          | 4:1   | Śląsk Wrocław | |
| 20:30          | Kochergin 36' · López 49', 62' · Nowak 55' | (1:0) | 68' Yeboah    | Miejski Stadion Piłkarski Raków w Częstochowie, Częstochowa Widzów: 5 500 Sędzia: Paweł Raczkowski (Warszawa) |
| 20:30          | Tudor 53' · Cebula 69' · Lederman 89'      | (1:0) | 42' Leiva     | Miejski Stadion Piłkarski Raków w Częstochowie, Częstochowa Widzów: 5 500 Sędzia: Paweł Raczkowski (Warszawa) |

| 311 marca 2023 | Korona Kielce                | 2:1   | Radomiak Radom                              |                                                                      |
| 15:00          | Shikavka 44' · Kostorz 90+3' | (1:1) | 6' Rocha                                    | Suzuki Arena, Kielce Widzów: 10 273 Sędzia: Szymon Marciniak (Płock) |
| 15:00          | Briceag 59' · Deaconu 71'    | (1:1) | 43' Machado · 72' Jakubik · 86' Chico Ramos | Suzuki Arena, Kielce Widzów: 10 273 Sędzia: Szymon Marciniak (Płock) |

| 411 marca 2023 | Zagłębie Lubin          | 0:1   | Pogoń Szczecin     |                                                                                  |
| 17:30          |                         | (0:1) | 90+2' Wędrychowski | Stadion Zagłębia Lubin, Lubin Widzów: 5 042 Sędzia: Jarosław Przybył (Kluczbork) |
| 17:30          | 32' Zech · 72' Łęgowski | (0:1) |                    | Stadion Zagłębia Lubin, Lubin Widzów: 5 042 Sędzia: Jarosław Przybył (Kluczbork) |

| 511 marca 2023 | Jagiellonia Białystok                      | 2:1   | Górnik Zabrze                |                                                                                |
| 20:00          | Nené 27' · Gual 45+2'                      | (2:1) | 24' Podolski                 | Stadion Miejski, Białystok Widzów: 5 673 Sędzia: Tomasz Kwiatkowski (Warszawa) |
| 20:00          | Pazdan 62' · Romanczuk 66' · Olszewski 88' | (2:1) | 34' van den Hurk · 42' Janža | Stadion Miejski, Białystok Widzów: 5 673 Sędzia: Tomasz Kwiatkowski (Warszawa) |

| 612 marca 2023 | Warta Poznań               | 0:0   | Cracovia                            | |
| 12:30          |                            | (0:0) |                                     | Stadion Dyskobolii Grodzisk Wielkopolski, Grodzisk Wielkopolski Widzów: 1 547 Sędzia: Wojciech Myć (Lublin) |
| 12:30          | Żurawski 23' · Grzesik 72' | (0:0) | 61' Mateusz Bochnak · 89' Jablonský | Stadion Dyskobolii Grodzisk Wielkopolski, Grodzisk Wielkopolski Widzów: 1 547 Sędzia: Wojciech Myć (Lublin) |

| 712 marca 2023 | Piast Gliwice         | 1:1   | Lech Poznań                                    |                                                                             |
| 15:00          | Chrapek 64'           | (0:0) | 90+3' Kvekveskiri                              | Stadion Miejski, Gliwice Widzów: 5 448 Sędzia: Daniel Stefański (Bydgoszcz) |
| 15:00          | Mosór 89' · Pyrka 89' | (0:0) | 45+1' Skóraś · 77' Michał Gurgul · 88' Pereira | Stadion Miejski, Gliwice Widzów: 5 448 Sędzia: Daniel Stefański (Bydgoszcz) |

| 812 marca 2023 | Legia Warszawa               | 2:0   | Stal Mielec | |
| 17:30          | Pekhart 49' · Mladenović 84' | (0:0) |             | Stadion Miejski Legii Warszawa im. Marszałka Józefa Piłsudskiego, Warszawa Widzów: 16 164 Sędzia: Damian Kos (Gdańsk) |
| 17:30          | Kapustka 38'                 | (0:0) |             | Stadion Miejski Legii Warszawa im. Marszałka Józefa Piłsudskiego, Warszawa Widzów: 16 164 Sędzia: Damian Kos (Gdańsk) |

| 913 marca 2023 | Wisła Płock | 1:1   | Widzew Łódź          |                                                                                            |
| 19:00          | Wolski 40'  | (1:0) | 90+6' Sánchez        | Stadion im. Kazimierza Górskiego, Płock Widzów: 4 232 Sędzia: Damian Sylwestrzak (Wrocław) |
| 19:00          | Šulek 81'   | (1:0) | 26' Szota · 47' Żyro | Stadion im. Kazimierza Górskiego, Płock Widzów: 4 232 Sędzia: Damian Sylwestrzak (Wrocław) |

### 25. kolejka (17 – 19 marca)
| 117 marca 2023 | Górnik Zabrze                                         | 3:2   | Wisła Płock                                                 |                                                                                      |
| 20:00          | Rasak 57' · Podolski 61', 87'                         | (0:2) | 17' Szwoch · 45+1' Kocyła                                   | Stadion im. Ernesta Pohla, Zabrze Widzów: 9 012 Sędzia: Daniel Stefański (Bydgoszcz) |
| 20:00          | Jensen 16' · Sekulić 25' · Podolski 63' · Okunuki 71' | (0:2) | 35' Rzeźniczak · 63' Tomasik · 64' Furman · 68' Chrzanowski | Stadion im. Ernesta Pohla, Zabrze Widzów: 9 012 Sędzia: Daniel Stefański (Bydgoszcz) |

| 217 marca 2023 | Radomiak Radom                        | 0:2   | Legia Warszawa                | |
| 20:30          |                                       | (0:1) | 45+1' (k) Josué · 73' Rosołek | Stadion Lekkoatletyczno-Piłkarski im. Marszałka Józefa Piłsudskiego, Radom Widzów: 4 390 Sędzia: Krzysztof Jakubik (Siedlce) |
| 20:30          | Rossi 62' · Cayarga 67' · Machado 85' | (0:1) | 62' Josué · 82' Rosołek       | Stadion Lekkoatletyczno-Piłkarski im. Marszałka Józefa Piłsudskiego, Radom Widzów: 4 390 Sędzia: Krzysztof Jakubik (Siedlce) |

| 318 marca 2023 | Śląsk Wrocław                                                            | 1:1   | Stal Mielec                                |                                                                     |
| 12:30          | Expósito 7'                                                              | (1:1) | 10' Sappinen                               | Tarczyński Arena, Wrocław Widzów: 6 130 Sędzia: Piotr Lasyk (Bytom) |
| 12:30          | Olsen 61' · Yeboah 72' · Schwarz 90+3' · Expósito 90+6' · Verdasca 90+6' | (1:1) | 49' Sappinen · 90+6' Getinger · 90+6' Flis | Tarczyński Arena, Wrocław Widzów: 6 130 Sędzia: Piotr Lasyk (Bytom) |

| 418 marca 2023 | Jagiellonia Białystok | 2:2   | Zagłębie Lubin         |                                                                             |
| 15:00          | Gual 54' · Pazdan 72' | (0:1) | 1' Živec · 75' Chodyna | Stadion Miejski, Białystok Widzów: 6 658 Sędzia: Bartosz Frankowski (Toruń) |
| 15:00          | Stojinović 61'        | (0:1) | 51' Mata               | Stadion Miejski, Białystok Widzów: 6 658 Sędzia: Bartosz Frankowski (Toruń) |

| 518 marca 2023 | Pogoń Szczecin | 0:0   | Korona Kielce | |
| 17:30          |                | (0:0) |               | Stadion Miejski im. Floriana Krygiera, Szczecin Widzów: 13 961 Sędzia: Tomasz Kwiatkowski (Warszawa) |
| 17:30          | Zahovič 36'    | (0:0) | 80' Takáč     | Stadion Miejski im. Floriana Krygiera, Szczecin Widzów: 13 961 Sędzia: Tomasz Kwiatkowski (Warszawa) |

| 618 marca 2023 | Raków Częstochowa                                                                | 4:1   | Cracovia    | |
| 20:00          | Gutkovskis 38' · Nowak 59' · López 65' · Cebula 84' (k)                          | (1:1) | 16' Rakoczy | Miejski Stadion Piłkarski Raków w Częstochowie, Częstochowa Widzów: 5 370 Sędzia: Jarosław Przybył (Kluczbork) |
| 20:00          | 4' Källman · 1' Atanasow · 15' Oshima · 69' Makuch · 83' Jaroszyński · 88' Jugas | (1:1) |             | Miejski Stadion Piłkarski Raków w Częstochowie, Częstochowa Widzów: 5 370 Sędzia: Jarosław Przybył (Kluczbork) |

| 719 marca 2023 | Warta Poznań            | 2:0   | Lechia Gdańsk                    | |
| 12:30          | Szmyt 26' · Savić 81'   | (1:0) |                                  | Stadion Dyskobolii Grodzisk Wielkopolski, Grodzisk Wielkopolski Widzów: 1 854 Sędzia: Paweł Malec (Łódź) |
| 12:30          | Luís 69' · Destan 90+3' | (1:0) | 16' Bartkowski · 90+3' Abu Hanna | Stadion Dyskobolii Grodzisk Wielkopolski, Grodzisk Wielkopolski Widzów: 1 854 Sędzia: Paweł Malec (Łódź) |

| 819 marca 2023 | Miedź Legnica | 0:1   | Piast Gliwice |                                                                                |
| 15:00          |               | (0:1) | 23' Félix     | Stadion Miejski w Legnicy, Legnica Widzów: 3 848 Sędzia: Karol Arys (Szczecin) |
| 15:00          | Dominguez 47' | (0:1) | 80' Dziczek   | Stadion Miejski w Legnicy, Legnica Widzów: 3 848 Sędzia: Karol Arys (Szczecin) |

| 919 marca 2023 | Widzew Łódź                   | 1:2   | Lech Poznań                  |                                                                          |
| 17:30          | Pawłowski 71'                 | (0:0) | 73' Marchwiński · 78' Velde  | Stadion Widzewa Łódź, Łódź Widzów: 17 489 Sędzia: Damian Kos (Wejherowo) |
| 17:30          | Hanousek 18' · Cigaņiks 90+1' | (0:0) | 57' Karlström · 63' Szymczak | Stadion Widzewa Łódź, Łódź Widzów: 17 489 Sędzia: Damian Kos (Wejherowo) |

### 26. kolejka (31 marca – 3 kwietnia)
| 131 marca 2023 | Zagłębie Lubin             | 0:0   | Warta Poznań  |                                                                           |
| 18:00          |                            | (0:0) |               | Stadion Zagłębia Lubin, Lubin Widzów: 4 271 Sędzia: Wojciech Myć (Lublin) |
| 18:00          | Kłudka 62' · Chodyna 90+1' | (0:0) | 80' Kościelny | Stadion Zagłębia Lubin, Lubin Widzów: 4 271 Sędzia: Wojciech Myć (Lublin) |

| 231 marca 2023 | Piast Gliwice   | 1:0   | Górnik Zabrze                          |                                                                             |
| 20:30          | Tomasiewicz 12' | (1:0) |                                        | Stadion Miejski, Gliwice Widzów: 6 888 Sędzia: Jarosław Przybył (Kluczbork) |
| 20:30          | Ameyaw 90+3'    | (1:0) | 39' Pacheco · 78' Rasak · 90' Paluszek | Stadion Miejski, Gliwice Widzów: 6 888 Sędzia: Jarosław Przybył (Kluczbork) |

| 31 kwietnia 2023 | Korona Kielce                                             | 1:0   | Miedź Legnica                                                                   |                                                                       |
| 15:00            | Deaconu 11'                                               | (1:0) |                                                                                 | Suzuki Arena, Kielce Widzów: 8 090 Sędzia: Patryk Gryckiewicz (Toruń) |
| 15:00            | Malarczyk 45+3' · Nono 45+9' · Godinho 69' · Shikavka 75' | (1:0) | 44' Drygas · 45+9' Narsingh · 57' Mijušković · 67' Damian Tront · 86' Dominguez | Suzuki Arena, Kielce Widzów: 8 090 Sędzia: Patryk Gryckiewicz (Toruń) |

| 41 kwietnia 2023 | Legia Warszawa                              | 3:1   | Raków Częstochowa | |
| 17:30            | Pekhart 15' · Augustyniak 30' · Wszołek 63' | (2:1) | 32' Nowak         | Stadion Miejski Legii Warszawa im. Marszałka Józefa Piłsudskiego, Warszawa Widzów: 28 034 Sędzia: Piotr Lasyk (Bytom) |
| 17:30            | Kapustka 12' · Wszołek 64' · Carlitos 90+2' | (2:1) | 2' Papanikolaou   | Stadion Miejski Legii Warszawa im. Marszałka Józefa Piłsudskiego, Warszawa Widzów: 28 034 Sędzia: Piotr Lasyk (Bytom) |

| 51 kwietnia 2023 | Lechia Gdańsk            | 0:0   | Śląsk Wrocław |                                                                                   |
| 20:00            |                          | (0:0) |               | Polsat Plus Arena Gdańsk, Gdańsk Widzów: 7 706 Sędzia: Bartosz Frankowski (Toruń) |
| 20:00            | Maloča 22' · Kubicki 68' | (0:0) | 45+3' Olsen   | Polsat Plus Arena Gdańsk, Gdańsk Widzów: 7 706 Sędzia: Bartosz Frankowski (Toruń) |

| 62 kwietnia 2023 | Wisła Płock                                             | 1:1   | Radomiak Radom                              |                                                                                        |
| 12:30            | Sekulski 69'                                            | (0:0) | 53' Rocha                                   | Stadion im. Kazimierza Górskiego, Płock Widzów: 4 026 Sędzia: Łukasz Kuźma (Białystok) |
| 12:30            | Kapuadi 16' · Wolski 31' · Szymański 34' · Sekulski 81' | (0:0) | 25' Semedo · 65' Chico Ramos · 90+4' Cestor | Stadion im. Kazimierza Górskiego, Płock Widzów: 4 026 Sędzia: Łukasz Kuźma (Białystok) |

| 72 kwietnia 2023 | Cracovia                     | 1:1   | Widzew Łódź        | |
| 15:00            | Oshima 81'                   | (0:0) | 90+4' Kreuzriegler | Stadion Cracovii im. Józefa Piłsudskiego, Kraków Widzów: 9 621 Sędzia: Damian Sylwestrzak (Wrocław) |
| 15:00            | Konoplanka 40' · Rakoczy 88' | (0:0) | 75' Sypek          | Stadion Cracovii im. Józefa Piłsudskiego, Kraków Widzów: 9 621 Sędzia: Damian Sylwestrzak (Wrocław) |

| 82 kwietnia 2023 | Lech Poznań               | 2:2   | Pogoń Szczecin                                                    |                                                                           |
| 17:30            | Karlström 26' · Ishak 65' | (1:1) | 45+10' (k.) Grosicki · 63' Gorgon                                 | Stadion Poznań, Poznań Widzów: 32 119 Sędzia: Paweł Raczkowski (Warszawa) |
| 17:30            | Skóraś 90+1'              | (1:1) | 7' Zahovič · 38' Triantafyllópoulos · 83' Koútris · 86' Dąbrowski | Stadion Poznań, Poznań Widzów: 32 119 Sędzia: Paweł Raczkowski (Warszawa) |

| 93 kwietnia 2023 | Stal Mielec           | 1:1   | Jagiellonia Białystok                                  | |
| 19:00            | Mak 50'               | (0:1) | 3' Imaz                                                | Stadion Miejskiego Ośrodka Sportu i Rekreacji w Mielcu, Mielec Widzów: 3 542 Sędzia: Damian Kos (Gdańsk) |
| 19:00            | Wlazło 57' · Kruk 84' | (0:1) | 19' Romanczuk · 34' Sáček · 75' Nguiamba · 80' Matysik | Stadion Miejskiego Ośrodka Sportu i Rekreacji w Mielcu, Mielec Widzów: 3 542 Sędzia: Damian Kos (Gdańsk) |

### 27. kolejka (6,8,10 kwietnia)
| 16 kwietnia 2023 | Śląsk Wrocław                                  | 0:1   | Piast Gliwice |                                                                       |
| 18:00            |                                                | (0:0) | 82' Félix     | Tarczyński Arena, Wrocław Widzów: 5 993 Sędzia: Karol Arys (Szczecin) |
| 18:00            | Janasik 75' · Poprawa 79' · Samiec-Talar 90+2' | (0:0) | 21' Chrapek   | Tarczyński Arena, Wrocław Widzów: 5 993 Sędzia: Karol Arys (Szczecin) |

| 26 kwietnia 2023 | Górnik Zabrze                                    | 1:1   | Korona Kielce                                       |                                                                                        |
| 20:30            | Krawczyk 66'                                     | (0:1) | 17' Łukowski                                        | Stadion im. Ernesta Pohla, Zabrze Widzów: 11 119 Sędzia: Tomasz Kwiatkowski (Warszawa) |
| 20:30            | Dadok 8' · Janža 42' · Okunuki 50' · Rasak 90+1' | (0:1) | 38' Godinho · 84' Marcin Szpakowski · 85', 90' Nono | Stadion im. Ernesta Pohla, Zabrze Widzów: 11 119 Sędzia: Tomasz Kwiatkowski (Warszawa) |

| 38 kwietnia 2023 | Wisła Płock                              | 2:0   | Zagłębie Lubin  |                                                                                  |
| 12:30            | Sekulski 54' · Warchoł 71'               | (0:0) |                 | Stadion im. Kazimierza Górskiego, Płock Widzów: 4 222 Sędzia: Paweł Malec (Łódź) |
| 12:30            | Kapuadi 20' · Tomasik 64' · Gradecki 90' | (0:0) | 52' Poletanović | Stadion im. Kazimierza Górskiego, Płock Widzów: 4 222 Sędzia: Paweł Malec (Łódź) |

| 48 kwietnia 2023 | Widzew Łódź               | 0:2   | Stal Mielec |                                                                            |
| 15:00            | Ciepiela 10' · Mak 52'    | (0:1) |             | Stadion Widzewa Łódź, Łódź Widzów: 16 342 Sędzia: Łukasz Kuźma (Białystok) |
| 15:00            | Shehu 47' · Sánchez 90+5' | (0:1) | 35' Flis    | Stadion Widzewa Łódź, Łódź Widzów: 16 342 Sędzia: Łukasz Kuźma (Białystok) |

| 58 kwietnia 2023 | Pogoń Szczecin                              | 3:2   | Cracovia                  |                                                                                                   |
| 17:30            | Koútris 15' · Biczachczian 17' · Gorgon 88' | (2:1) | 3' Bochnak · 54' Atanasow | Stadion Miejski im. Floriana Krygiera, Szczecin Widzów: 17 125 Sędzia: Bartosz Frankowski (Toruń) |

| 68 kwietnia 2023 | Lech Poznań     | 2:0   | Warta Poznań                     |                                                                            |
| 20:00            | Skóraś 34', 88' | (1:0) |                                  | Stadion Poznań, Poznań Widzów: 20 622 Sędzia: Daniel Stefański (Bydgoszcz) |
| 20:00            | Kvekveskiri 56' | (1:0) | 61' Kopczyński · 79' Stawropulos | Stadion Poznań, Poznań Widzów: 20 622 Sędzia: Daniel Stefański (Bydgoszcz) |

| 710 kwietnia 2023 | Jagiellonia Białystok | 1:0   | Lechia Gdańsk                             |                                                                               |
| 15:00             | Romanczuk 84'         | (0:0) |                                           | Stadion Miejski, Białystok Widzów: 8 985 Sędzia: Damian Sylwestrzak (Wrocław) |
| 15:00             | Pazdan 48'            | (0:0) | 24' de Kamps · 41' Castegren · 44' Maloča | Stadion Miejski, Białystok Widzów: 8 985 Sędzia: Damian Sylwestrzak (Wrocław) |

| 810 kwietnia 2023 | Radomiak Radom            | 0:0   | Raków Częstochowa                           | |
| 17:30             |                           | (0:0) |                                             | Stadion Lekkoatletyczno-Piłkarski im. Marszałka Józefa Piłsudskiego, Radom Widzów: 3 917 Sędzia: Jarosław Przybył (Kluczbork) |
| 17:30             | Cichocki 9' · Machado 78' | (0:0) | 57' Papanikolaou · 65' Gutkovskis · 78' Kun | Stadion Lekkoatletyczno-Piłkarski im. Marszałka Józefa Piłsudskiego, Radom Widzów: 3 917 Sędzia: Jarosław Przybył (Kluczbork) |

| 910 kwietnia 2023 | Miedź Legnica                                                                        | 2:2   | Legia Warszawa             |                                                                              |
| 20:00             | Dominguez 27' · Chuca 50'                                                            | (1:1) | 41', 90+5' (k) Josué       | Stadion Miejski w Legnicy, Legnica Widzów: 5 575 Sędzia: Damian Kos (Gdańsk) |
| 20:00             | Damian Tront 20' · Carolina 40' · Velkovski 52' · Mijušković 90+6' · Dominguez 90+8' | (1:1) | 47' Nawrocki · 80' Ribeiro | Stadion Miejski w Legnicy, Legnica Widzów: 5 575 Sędzia: Damian Kos (Gdańsk) |

### 28. kolejka (14 – 17 kwietnia)
| 114 kwietnia 2023 | Warta Poznań                             | 3:1   | Śląsk Wrocław                                                | |
| 18:00             | Zreľák 11' · Szmyt 29' · Szczepański 69' | (2:1) | 3' (sam.) Ivanov                                             | Stadion Dyskobolii Grodzisk Wielkopolski, Grodzisk Wielkopolski Widzów: 1 756 Sędzia: Bartosz Frankowski |
| 18:00             | Żurawski 54'                             | (2:1) | 45+5' Olsen · 74' Verdasca · 90+6' Konczkowski · 90+6' Leiva | Stadion Dyskobolii Grodzisk Wielkopolski, Grodzisk Wielkopolski Widzów: 1 756 Sędzia: Bartosz Frankowski |

| 214 kwietnia 2023 | Zagłębie Lubin                                                | 0:2   | Górnik Zabrze |                                                                                 |
| 20:30             | Bergström 51' · Pacheco 90+10'                                | (0:0) |               | Stadion Zagłębia Lubin, Lubin Widzów: 4 772 Sędzia: Krzysztof Jakubik (Siedlce) |
| 20:30             | 86' Vrhovec · 86' Pacheco · 88' Włodarczyk · 90+6' Szcześniak | (0:0) |               | Stadion Zagłębia Lubin, Lubin Widzów: 4 772 Sędzia: Krzysztof Jakubik (Siedlce) |

| 315 kwietnia 2023 | Cracovia                                  | 3:0   | Radomiak Radom |                                                                                              |
| 15:00             | Rakoczy 19' · Ghiță 90+2' · Makuch 90+10' | (1:0) |                | Stadion Cracovii im. Józefa Piłsudskiego, Kraków Widzów: 7 948 Sędzia: Wojciech Myć (Lublin) |
| 15:00             | Jaroszyński 51'                           | (1:0) | 71' Justiniano | Stadion Cracovii im. Józefa Piłsudskiego, Kraków Widzów: 7 948 Sędzia: Wojciech Myć (Lublin) |

| 415 kwietnia 2023 | Korona Kielce              | 2:1   | Jagiellonia Białystok |                                                                      |
| 17:30             | Zator 79' · Shikavka 90+5' | (0:1) | 36' Imaz              | Suzuki Arena, Kielce Widzów: 10 133 Sędzia: Szymon Marciniak (Płock) |
| 17:30             | 44' Gual · 90+4' Nguiamba  | (0:1) |                       | Suzuki Arena, Kielce Widzów: 10 133 Sędzia: Szymon Marciniak (Płock) |

| 515 kwietnia 2023 | Lechia Gdańsk | 0:1   | Pogoń Szczecin               |                                                                                     |
| 20:00             |               | (0:0) | 82' (sam.) Abu Hanna         | Polsat Plus Arena Gdańsk, Gdańsk Widzów: 7 768 Sędzia: Jarosław Przybył (Kluczbork) |
| 20:00             | Kubicki 77'   | (0:0) | 22' Łęgowski · 74' Dąbrowski | Polsat Plus Arena Gdańsk, Gdańsk Widzów: 7 768 Sędzia: Jarosław Przybył (Kluczbork) |

| 616 kwietnia 2023 | Piast Gliwice                                                      | 1:0   | Wisła Płock |                                                                              |
| 12:30             | Ameyaw 20'                                                         | (1:0) |             | Stadion Miejski, Gliwice Widzów: 4 210 Sędzia: Tomasz Kwiatkowski (Warszawa) |
| 12:30             | Katránis 40' · Wilczek 64' · Mosór 89' · Félix 90+2' · Pyrka 90+4' | (1:0) | 67' Szwoch  | Stadion Miejski, Gliwice Widzów: 4 210 Sędzia: Tomasz Kwiatkowski (Warszawa) |

| 716 kwietnia 2023 | Raków Częstochowa          | 2:0   | Widzew Łódź                                       | |
| 15:00             | López 9' (k) · Tudor 90+5' | (1:0) |                                                   | Miejski Stadion Piłkarski Raków w Częstochowie, Częstochowa Widzów: 5 500 Sędzia: Daniel Stefański (Bydgoszcz) |
| 15:00             | Svarnas 82'                | (1:0) | 8' Hanousek · 42' Miloš · 63' Cigaņiks · 73' Żyro | Miejski Stadion Piłkarski Raków w Częstochowie, Częstochowa Widzów: 5 500 Sędzia: Daniel Stefański (Bydgoszcz) |

| 816 kwietnia 2023 | Legia Warszawa               | 2:2   | Lech Poznań                         | |
| 17:30             | Pekhart 13' · Wszołek 87'    | (1:0) | 47', 69' Sousa                      | Stadion Miejski Legii Warszawa im. Marszałka Józefa Piłsudskiego, Warszawa Widzów: 27 416 Sędzia: Piotr Lasyk (Bytom) |
| 17:30             | Muçi 45+4' · Jędrzejczyk 59' | (1:0) | 59' Milić · 61' Velde · 73' Ba Loua | Stadion Miejski Legii Warszawa im. Marszałka Józefa Piłsudskiego, Warszawa Widzów: 27 416 Sędzia: Piotr Lasyk (Bytom) |

| 917 kwietnia 2023 | Stal Mielec                                      | 1:1   | Miedź Legnica                                             | |
| 19:00             | Matras 90+5'                                     | (0:0) | 57' Chuca                                                 | Stadion Miejskiego Ośrodka Sportu i Rekreacji w Mielcu, Mielec Widzów: 3 558 Sędzia: Paweł Raczkowski (Warszawa) |
| 19:00             | Ciepiela 47' · Hiszpański 51' · Vallejo 77', 90' | (0:0) | 9' Dawid Drachal · 52' Drygas · 70' Velkovski · 82' Chuca | Stadion Miejskiego Ośrodka Sportu i Rekreacji w Mielcu, Mielec Widzów: 3 558 Sędzia: Paweł Raczkowski (Warszawa) |

### 29. kolejka (21 – 24 kwietnia)
| 121 kwietnia 2023 | Wisła Płock                                | 2:4   | Jagiellonia Białystok                                 |                                                                                         |
| 18:00             | Śpiączka 2' · Sekulski 10'                 | (2:1) | 35', 46', 58' Gual · 70' Imaz                         | Stadion im. Kazimierza Górskiego, Płock Widzów: 4 300 Sędzia: Krzysztof Jakubik Siedlce |
| 18:00             | Furman 79' · Wolski 82' · Rzeźniczak 90+3' | (2:1) | 55' Nastić · 74' Puerto · 86' Pazdan · 87' Skrzypczak | Stadion im. Kazimierza Górskiego, Płock Widzów: 4 300 Sędzia: Krzysztof Jakubik Siedlce |

| 221 kwietnia 2023 | Warta Poznań            | 1:0   | Legia Warszawa            | |
| 20:30             | Zreľák 67'              | (0:0) |                           | Stadion Dyskobolii Grodzisk Wielkopolski, Grodzisk Wielkopolski Widzów: 4 248 Sędzia: Damian Sylwestrzak (Wrocław) |
| 20:30             | Mäenpää 62' · Lis 90+4' | (0:0) | 62' Josué · 90+5' Çelhaka | Stadion Dyskobolii Grodzisk Wielkopolski, Grodzisk Wielkopolski Widzów: 4 248 Sędzia: Damian Sylwestrzak (Wrocław) |

| 322 kwietnia 2023 | Lechia Gdańsk               | 1:2   | Cracovia                  |                                                                           |
| 15:00             | Bartkowski 88'              | (0:1) | 8', 75' Källman           | Polsat Plus Arena Gdańsk, Gdańsk Widzów: 8 003 Sędzia: Paweł Malec (Łódź) |
| 15:00             | Castegren 69' · Gajos 90+6' | (0:1) | 30' Jugas · 90+5' Rakoczy | Polsat Plus Arena Gdańsk, Gdańsk Widzów: 8 003 Sędzia: Paweł Malec (Łódź) |

| 422 kwietnia 2023 | Miedź Legnica                                                 | 0:2   | Raków Częstochowa                       |                                                                                   |
| 17:30             |                                                               | (0:1) | 35' (sam.) Damian Tront · 76' Racovițan | Stadion Miejski w Legnicy, Legnica Widzów: 4 893 Sędzia: Łukasz Kuźma (Białystok) |
| 17:30             | Obieta 36' · Dawid Drachal 74' · Niewulis 83' · Henríquez 84' | (0:1) | 23' Papanikolaou · 55' Petrášek         | Stadion Miejski w Legnicy, Legnica Widzów: 4 893 Sędzia: Łukasz Kuźma (Białystok) |

| 522 kwietnia 2023 | Pogoń Szczecin                                                     | 4:2   | Stal Mielec          |                                                                                            |
| 20:00             | Grosicki 5' (k) · Matras 44' (sam.) · Kowalczyk 56' · Almqvist 75' | (2:0) | 60', 68' Sappinen    | Stadion Miejski im. Floriana Krygiera, Szczecin Widzów: 19 455 Sędzia: Piotr Lasyk (Bytom) |
| 20:00             | Stipica 34' · Almqvist 64'                                         | (2:0) | 4' Flis · 54' Mrozek | Stadion Miejski im. Floriana Krygiera, Szczecin Widzów: 19 455 Sędzia: Piotr Lasyk (Bytom) |

| 623 kwietnia 2023 | Korona Kielce                          | 2:2   | Zagłębie Lubin                    |                                                                         |
| 12:30             | Szykauka 29', 40'                      | (2:2) | 19' Poletanović · 44' Kurminowski | Suzuki Arena, Kielce Widzów: 11 962 Sędzia: Paweł Raczkowski (Warszawa) |
| 12:30             | Petrov 21' · Trojak 59' · Kwiecień 63' | (2:2) | 90+10' Makowski                   | Suzuki Arena, Kielce Widzów: 11 962 Sędzia: Paweł Raczkowski (Warszawa) |

| 723 kwietnia 2023 | Widzew Łódź                    | 2:3   | Piast Gliwice                             |                                                                                |
| 15:00             | Letniowski 76' · Pawłowski 83' | (0:2) | 22' Tomasiewicz · 36' Wilczek · 72' Pyrka | Stadion Widzewa Łódź, Łódź Widzów: 17 008 Sędzia: Daniel Stefański (Bydgoszcz) |
| 15:00             | Zjawiński 28'                  | (0:2) | 64' Czerwiński                            | Stadion Widzewa Łódź, Łódź Widzów: 17 008 Sędzia: Daniel Stefański (Bydgoszcz) |

| 823 kwietnia 2023 | Górnik Zabrze              | 2:0   | Śląsk Wrocław                                            |                                                                                   |
| 17:30             | Krawczyk 11' · Okunuki 44' | (2:0) |                                                          | Stadion im. Ernesta Pohla, Zabrze Widzów: 16 543 Sędzia: Szymon Marciniak (Płock) |
| 17:30             | Pacheco 78' · Podolski 81' | (2:0) | 15' Schwarz · 24' Jastrzembski · 53' Poprawa · 86' Leiva | Stadion im. Ernesta Pohla, Zabrze Widzów: 16 543 Sędzia: Szymon Marciniak (Płock) |

| 924 kwietnia 2023 | Radomiak Radom                      | 1:1   | Lech Poznań                                  | |
| 19:00             | Rocha 9'                            | (1:0) | 84' Sobiech                                  | Stadion Lekkoatletyczno-Piłkarski im. Marszałka Józefa Piłsudskiego, Radom Widzów: 4 215 Sędzia: Tomasz Kwiatkowski (Warszawa) |
| 19:00             | Donis 28' · Rocha 34' · Machado 63' | (1:0) | 38' Czerwiński · 61' Dagerstål · 89' Douglas | Stadion Lekkoatletyczno-Piłkarski im. Marszałka Józefa Piłsudskiego, Radom Widzów: 4 215 Sędzia: Tomasz Kwiatkowski (Warszawa) |

### 30. kolejka (29 kwietnia – 1 maja)
| 128 kwietnia 2023 | Legia Warszawa                               | 2:0   | Wisła Płock                                 | |
| 18:00             | Josué 13' (k) · Muçi 90+3'                   | (1:0) |                                             | Stadion Miejski Legii Warszawa im. Marszałka Józefa Piłsudskiego, Warszawa Widzów: 20 119 Sędzia: Jarosław Przybył (Kluczbork) |
| 18:00             | Augustyniak 28' · Kapustka 43' · Pekhart 64' | (1:0) | 12' Chrzanowski · 21' Tomasik · 22' Lesniak | Stadion Miejski Legii Warszawa im. Marszałka Józefa Piłsudskiego, Warszawa Widzów: 20 119 Sędzia: Jarosław Przybył (Kluczbork) |

| 228 kwietnia 2023 | Raków Częstochowa                                                | 4:0   | Lechia Gdańsk                            | |
| 20:30             | Piasecki 45' · Kochergin 75' · Papanikolaou 81' · Gutkovskis 90' | (1:0) |                                          | Miejski Stadion Piłkarski Raków w Częstochowie, Częstochowa Widzów: 5 380 Sędzia: Wojciech Myć (Lublin) |
| 20:30             | Svarnas 32' · Racovițan 35'                                      | (1:0) | 11' Kubicki · 26' Bartkowski · 27' Gajos | Miejski Stadion Piłkarski Raków w Częstochowie, Częstochowa Widzów: 5 380 Sędzia: Wojciech Myć (Lublin) |

| 329 kwietnia 2023 | Jagiellonia Białystok                       | 3:1   | Warta Poznań            |                                                                     |
| 15:00             | Gual 9' · Szymonowicz 17' (sam.) · Nené 31' | (3:0) | 81' Savić               | Stadion Miejski, Białystok Widzów: 8 481 Sędzia: Paweł Malec (Łódź) |
| 15:00             | Nené 22' · Nguiamba 88'                     | (3:0) | 28' Kiełb · 60' Mäenpää | Stadion Miejski, Białystok Widzów: 8 481 Sędzia: Paweł Malec (Łódź) |

| 429 kwietnia 2023 | Zagłębie Lubin                  | 2:0   | Widzew Łódź |                                                                               |
| 17:30             | Kurminowski 33' · Chodyna 90+1' | (1:0) |             | Stadion Zagłębia Lubin, Lubin Widzów: 8 011 Sędzia: Krzysztof Jakubik Siedlce |
| 17:30             | Starzyński 11' · Jach 79'       | (1:0) | 84' Sypek   | Stadion Zagłębia Lubin, Lubin Widzów: 8 011 Sędzia: Krzysztof Jakubik Siedlce |

| 529 kwietnia 2023 | Piast Gliwice | 0:0   | Pogoń Szczecin |                                                                         |
| 20:00             |               | (0:0) |                | Stadion Miejski, Gliwice Widzów: 4 665 Sędzia: Szymon Marciniak (Płock) |
| 20:00             | Ameyaw 73'    | (0:0) | 74' Lončar     | Stadion Miejski, Gliwice Widzów: 4 665 Sędzia: Szymon Marciniak (Płock) |

| 630 kwietnia 2023 | Śląsk Wrocław                                              | 0:1   | Radomiak Radom                                    |                                                                               |
| 12:30             |                                                            | (0:1) | 9' Rocha                                          | Tarczyński Arena, Wrocław Widzów: 10 478 Sędzia: Daniel Stefański (Bydgoszcz) |
| 12:30             | Konczkowski 29' · Bejger 33' · Łyszczarz 90' · Leiva 90+1' | (0:1) | 15' Donis · 43' Cayarga · 59' Jakubik · 90+3' Pik | Tarczyński Arena, Wrocław Widzów: 10 478 Sędzia: Daniel Stefański (Bydgoszcz) |

| 730 kwietnia 2023 | Stal Mielec   | 2:1   | Korona Kielce | |
| 15:00             | Kruk 40', 72' | (1:1) | 9' Petrov     | Stadion Miejskiego Ośrodka Sportu i Rekreacji w Mielcu, Mielec Widzów: 6 492 Sędzia: Bartosz Frankowski (Toruń) |
| 15:00             | Kruk 60'      | (1:1) |               | Stadion Miejskiego Ośrodka Sportu i Rekreacji w Mielcu, Mielec Widzów: 6 492 Sędzia: Bartosz Frankowski (Toruń) |

| 830 kwietnia 2023 | Lech Poznań                               | 0:1   | Górnik Zabrze |                                                                            |
| 17:30             |                                           | (0:1) | 44' Yokota    | Stadion Poznań, Poznań Widzów: 28 112 Sędzia: Damian Sylwestrzak (Wrocław) |
| 17:30             | 23' Okunuki · 38' Pacheco · 90+4' Bielica | (0:1) |               | Stadion Poznań, Poznań Widzów: 28 112 Sędzia: Damian Sylwestrzak (Wrocław) |

| 91 maja 2023 | Cracovia       | 1:1   | Miedź Legnica                                   |                                                                                                |
| 19:00        | Konoplanka 69' | (0:1) | 45+1' Dawid Drachal                             | Stadion Cracovii im. Józefa Piłsudskiego, Kraków Widzów: 8 774 Sędzia: Marcin Kochanek (Opole) |
| 19:00        | Rakoczy 58'    | (0:1) | 74' Niewulis · 90' Dominguez · 90' Damian Tront | Stadion Cracovii im. Józefa Piłsudskiego, Kraków Widzów: 8 774 Sędzia: Marcin Kochanek (Opole) |

### 31. kolejka (5 – 8 maja)
| 15 maja 2023 | Jagiellonia Białystok                   | 1:1   | Śląsk Wrocław                                                                     |                                                                              |
| 17:30        | Gual 65' (k)                            | (0:1) | 43' Yeboah                                                                        | Stadion Miejski, Białystok Widzów: 9 012 Sędzia: Paweł Raczkowski (Warszawa) |
| 17:30        | Nené 59' · Puerto 67' · Pazdan 73', 82' | (0:1) | 20' Verdasca · 39' Michał Rzuchowski · 64' García · 81' Grétarsson · 90+3' Yeboah | Stadion Miejski, Białystok Widzów: 9 012 Sędzia: Paweł Raczkowski (Warszawa) |

| 25 maja 2023 | Górnik Zabrze                                | 2:0   | Warta Poznań |                                                                                      |
| 20:30        | Rasak 36' · Dadok 74'                        | (1:0) |              | Stadion im. Ernesta Pohla, Zabrze Widzów: 13 865 Sędzia: Krzysztof Jakubik (Siedlce) |
| 20:30        | 58' Grzesik · 88' Szymonowicz · 88' Grobelny | (1:0) |              | Stadion im. Ernesta Pohla, Zabrze Widzów: 13 865 Sędzia: Krzysztof Jakubik (Siedlce) |

| 36 maja 2023 | Radomiak Radom                    | 0:1   | Piast Gliwice | |
| 15:00        |                                   | (0:1) | 15' Chrapek   | Stadion Lekkoatletyczno-Piłkarski im. Marszałka Józefa Piłsudskiego, Radom Widzów: 4 346 Sędzia: Damian Kos (Gdańsk) |
| 15:00        | 27' Katránis · 35' Szczepan Mucha | (0:1) |               | Stadion Lekkoatletyczno-Piłkarski im. Marszałka Józefa Piłsudskiego, Radom Widzów: 4 346 Sędzia: Damian Kos (Gdańsk) |

| 46 maja 2023 | Lech Poznań                              | 3:0   | Cracovia   |                                                                        |
| 17:30        | Velde 22' · Marchwiński 24' · Skóraś 45' | (3:0) |            | Stadion Poznań, Poznań Widzów: 31 123 Sędzia: Szymon Marciniak (Płock) |
| 17:30        | Marchwiński 43' · Skóraś 66'             | (3:0) | 88' Makuch | Stadion Poznań, Poznań Widzów: 31 123 Sędzia: Szymon Marciniak (Płock) |

| 56 maja 2023 | Lechia Gdańsk                               | 1:3   | Zagłębie Lubin                        |                                                                                   |
| 20:00        | Kubicki 16'                                 | (1:1) | 40' Kopacz · 70' Chodyna · 89' Pieńko | Polsat Plus Arena Gdańsk, Gdańsk Widzów: 6 673 Sędzia: Patryk Gryckiewicz (Toruń) |
| 20:00        | Bartkowski 38' · Nalepa 82' · Zwoliński 85' | (1:1) |                                       | Polsat Plus Arena Gdańsk, Gdańsk Widzów: 6 673 Sędzia: Patryk Gryckiewicz (Toruń) |

| 67 maja 2023 | Wisła Płock | 0:0   | Stal Mielec |                                                                                   |
| 12:30        |             | (0:0) |             | Stadion im. Kazimierza Górskiego, Płock Widzów: 4 044 Sędzia: Piotr Lasyk (Bytom) |
| 12:30        | Wolski 2'   | (0:0) |             | Stadion im. Kazimierza Górskiego, Płock Widzów: 4 044 Sędzia: Piotr Lasyk (Bytom) |

| 77 maja 2023 | Korona Kielce                        | 1:0   | Raków Częstochowa                                                                        |                                                                           |
| 15:00        | Łukowski 36' (k)                     | (1:0) |                                                                                          | Suzuki Arena, Kielce Widzów: 14 300 Sędzia: Tomasz Kwiatkowski (Warszawa) |
| 15:00        | Zator 54' · Takáč 55' · Kwiecień 77' | (1:0) | 7' Piasecki · 26' Berggren · 30' Svarnas · 64' Cebula · 81' Arsenić · 90+1' Papanikolaou | Suzuki Arena, Kielce Widzów: 14 300 Sędzia: Tomasz Kwiatkowski (Warszawa) |

| 87 maja 2023 | Pogoń Szczecin                  | 2:1   | Legia Warszawa | |
| 17:30        | Łęgowski 10' · Bichakhchyan 88' | (1:0) | 48' Rosołek    | Stadion Miejski im. Floriana Krygiera, Szczecin Widzów: 20 257 Sędzia: Damian Sylwestrzak (Wrocław) |
| 17:30        | 36' Jędrzejczyk                 | (1:0) |                | Stadion Miejski im. Floriana Krygiera, Szczecin Widzów: 20 257 Sędzia: Damian Sylwestrzak (Wrocław) |

| 98 maja 2023 | Miedź Legnica | 0:1   | Widzew Łódź |                                                                                     |
| 19:00        |               | (0:0) | 87' Kun     | Stadion Miejski w Legnicy, Legnica Widzów: 4 407 Sędzia: Grzegorz Kawałko (Olsztyn) |
| 19:00        | Carolina 62'  | (0:0) | 19' Żyro    | Stadion Miejski w Legnicy, Legnica Widzów: 4 407 Sędzia: Grzegorz Kawałko (Olsztyn) |

### 32. kolejka (12 – 15 maja)
| 112 maja 2023 | Piast Gliwice                | 2:1   | Korona Kielce         |                                                                             |
| 18:00         | Pyrka 55' · Ameyaw 69'       | (0:0) | 90+1' Godinho         | Stadion Miejski, Gliwice Widzów: 4 130 Sędzia: Jarosław Przybył (Kluczbork) |
| 18:00         | Czerwiński 68' · Dziczek 90' | (0:0) | 29' Marcin Szpakowski | Stadion Miejski, Gliwice Widzów: 4 130 Sędzia: Jarosław Przybył (Kluczbork) |

| 212 maja 2023 | Legia Warszawa                                                 | 5:1   | Jagiellonia Białystok | |
| 20:30         | Josué 22' · Muçi 48' · Rosołek 64' · Nawrocki 75' · Kramer 88' | (1:1) | 15' Gual              | Stadion Miejski Legii Warszawa im. Marszałka Józefa Piłsudskiego, Warszawa Widzów: 22 137 Sędzia: Damian Kos (Gdańsk) |
| 20:30         | 62' Puerto                                                     | (1:1) |                       | Stadion Miejski Legii Warszawa im. Marszałka Józefa Piłsudskiego, Warszawa Widzów: 22 137 Sędzia: Damian Kos (Gdańsk) |

| 313 maja 2023 | Śląsk Wrocław                                                     | 3:1   | Wisła Płock                         |                                                                             |
| 15:00         | Leiva 36' · Yeboah 55' · Jastrzembski 90+4'                       | (1:1) | 30' Śpiączka                        | Tarczyński Arena, Wrocław Widzów: 10 963 Sędzia: Bartosz Frankowski (Toruń) |
| 15:00         | Yeboah 56' · Michał Rzuchowski 59' · Samiec-Talar 61' · Leiva 78' | (1:1) | 61', 67' Rzeźniczak · 79' Szymański | Tarczyński Arena, Wrocław Widzów: 10 963 Sędzia: Bartosz Frankowski (Toruń) |

| 413 maja 2023 | Cracovia                                 | 0:1   | Zagłębie Lubin |                                                                                               |
| 17:30         |                                          | (0:0) | 83' Łakomy     | Stadion Cracovii im. Józefa Piłsudskiego, Kraków Widzów: 8 789 Sędzia: Łukasz Kuźma Białystok |
| 17:30         | 29' Kopacz · 56' Chodyna · 74' Ławniczak | (0:0) |                | Stadion Cracovii im. Józefa Piłsudskiego, Kraków Widzów: 8 789 Sędzia: Łukasz Kuźma Białystok |

| 513 maja 2023 | Widzew Łódź                  | 2:3   | Górnik Zabrze                          |                                                                         |
| 20:00         | Pawłowski 20' · Cigaņiks 82' | (1:2) | 39' Pacheco · 44' Sekulić · 72' Yokota | Stadion Widzewa Łódź, Łódź Widzów: 17 481 Sędzia: Karol Arys (Szczecin) |
| 20:00         | Hanousek 2' · Szota 5'       | (1:2) | 84' Szcześniak · 90+3' Jules           | Stadion Widzewa Łódź, Łódź Widzów: 17 481 Sędzia: Karol Arys (Szczecin) |

| 614 maja 2023 | Stal Mielec             | 0:0   | Lechia Gdańsk | |
| 12:30         |                         | (0:0) |               | Stadion Miejskiego Ośrodka Sportu i Rekreacji w Mielcu, Mielec Widzów: 5 184 Sędzia: Marcin Kochanek (Opole) |
| 12:30         | Ciepiela 66' · Kruk 70' | (0:0) |               | Stadion Miejskiego Ośrodka Sportu i Rekreacji w Mielcu, Mielec Widzów: 5 184 Sędzia: Marcin Kochanek (Opole) |

| 714 maja 2023 | Pogoń Szczecin                                        | 3:2   | Miedź Legnica                                |                                                                                              |
| 15:00         | Dąbrowski 42' · Grosicki 65' (k) · Matynia 77' (sam.) | (1:1) | 26' Chuca · 73' Drygas                       | Stadion Miejski im. Floriana Krygiera, Szczecin Widzów: 18 516 Sędzia: Wojciech Myć (Lublin) |
| 15:00         | Lončar 24' · Zahovič 90'                              | (1:1) | 29' Mijušković · 52' Kobacki · 64' Velkovski | Stadion Miejski im. Floriana Krygiera, Szczecin Widzów: 18 516 Sędzia: Wojciech Myć (Lublin) |

| 814 maja 2023 | Raków Częstochowa | 0:2   | Lech Poznań                     | |
| 17:30         |                   | (0:1) | 32' Marchwiński · 73' (k) Velde | Miejski Stadion Piłkarski Raków w Częstochowie, Częstochowa Widzów: 5 500 Sędzia: Daniel Stefański (Bydgoszcz) |
| 17:30         | Lederman 46'      | (0:1) | 46' Karlström · 90+3' Sobiech   | Miejski Stadion Piłkarski Raków w Częstochowie, Częstochowa Widzów: 5 500 Sędzia: Daniel Stefański (Bydgoszcz) |

| 915 maja 2023 | Warta Poznań                                                | 1:2   | Radomiak Radom                                              | |
| 19:00         | Savić 53'                                                   | (0:2) | 23' Machado · 28' Semedo                                    | Stadion Dyskobolii Grodzisk Wielkopolski, Grodzisk Wielkopolski Widzów: 1 273 Sędzia: Sebastian Krasny (Kraków) |
| 19:00         | Kopczyński 55' · Szmyt 85' · Żurawski 90+3' · Kieliba 90+3' | (0:2) | 52' Jakubik · 90+1' Abramowicz · 90+1' Rossi · 90+9' Cestor | Stadion Dyskobolii Grodzisk Wielkopolski, Grodzisk Wielkopolski Widzów: 1 273 Sędzia: Sebastian Krasny (Kraków) |

### 33. kolejka (19 – 22 maja)
| 119 maja 2023 | Zagłębie Lubin                         | 2:0   | Stal Mielec |                                                                        |
| 18:00         | Gaprindashvili 32' · Kurminowski 45+2' | (2:0) |             | Stadion Zagłębia Lubin, Lubin Widzów: 5 822 Sędzia: Paweł Malec (Łódź) |
| 18:00         | 50' Ciepiela · 89' Kruk                | (2:0) |             | Stadion Zagłębia Lubin, Lubin Widzów: 5 822 Sędzia: Paweł Malec (Łódź) |

| 219 maja 2023 | Korona Kielce | 0:3   | Lech Poznań                      |                                                                 |
| 20:30         |               | (0:1) | 33', 56' Velde · 53' Marchwiński | Suzuki Arena, Kielce Widzów: 14 279 Sędzia: Piotr Lasyk (Bytom) |
| 20:30         | 2' Murawski   | (0:1) |                                  | Suzuki Arena, Kielce Widzów: 14 279 Sędzia: Piotr Lasyk (Bytom) |

| 320 maja 2023 | Jagiellonia Białystok | 1:1   | Cracovia             |                                                                         |
| 15:00         | Imaz 14'              | (1:0) | 58' (sam.) Romanczuk | Stadion Miejski, Białystok Widzów: 16 251 Sędzia: Karol Arys (Szczecin) |
| 15:00         | Pazdan 65'            | (1:0) | 82' Hoskonen         | Stadion Miejski, Białystok Widzów: 16 251 Sędzia: Karol Arys (Szczecin) |

| 420 maja 2023 | Górnik Zabrze                              | 2:1   | Pogoń Szczecin                                                         |                                                                                        |
| 17:30         | Włodarczyk 78' (k) · Podolski 90+4'        | (0:0) | 83' Almqvist                                                           | Stadion im. Ernesta Pohla, Zabrze Widzów: 21 474 Sędzia: Tomasz Kwiatkowski (Warszawa) |
| 17:30         | Olkowski 51' · Yokota 88' · Podolski 90+5' | (0:0) | 25' Zech · 47' Wahlqvist · 52' Zahovič · 77' Stolarski · 90+1' Koútris | Stadion im. Ernesta Pohla, Zabrze Widzów: 21 474 Sędzia: Tomasz Kwiatkowski (Warszawa) |

| 520 maja 2023 | Lechia Gdańsk | 1:0   | Legia Warszawa |                                                 |
| 20:00         | Gajos 90+8'   | (0:0) |                | Polsat Plus Arena Gdańsk, Gdańsk Widzów: 15 832 |

| 621 maja 2023 | Śląsk Wrocław                             | 4:2   | Miedź Legnica                              |                                                                            |
| 12:30         | Schwarz 38' · Yeboah 40', 74' · Leiva 56' | (2:0) | 52' Niewulis · 90' Obieta                  | Tarczyński Arena, Wrocław Widzów: 16 005 Sędzia: Krzysztof Jakubik Siedlce |
| 12:30         | Leiva 7' · Schwarz 31'                    | (2:0) | 18' Mijušković · 26' Drygas · 84' Matuszek | Tarczyński Arena, Wrocław Widzów: 16 005 Sędzia: Krzysztof Jakubik Siedlce |

| 721 maja 2023 | Radomiak Radom                             | 3:1   | Widzew Łódź    | |
| 15:00         | Castañeda 6' · Abramowicz 45' · Semedo 85' | (2:1) | 7' Terpiłowski | Stadion Lekkoatletyczno-Piłkarski im. Marszałka Józefa Piłsudskiego, Radom Widzów: 4 444 Sędzia: Tomasz Musiał (Kraków) |
| 15:00         | 31' Kun · 42' Shehu                        | (2:1) |                | Stadion Lekkoatletyczno-Piłkarski im. Marszałka Józefa Piłsudskiego, Radom Widzów: 4 444 Sędzia: Tomasz Musiał (Kraków) |

| 821 maja 2023 | Wisła Płock                                                                                  | 1:2   | Raków Częstochowa                                 |                                                                                           |
| 17:30         | Sekulski 10'                                                                                 | (1:0) | 81', 85' Kochergin                                | Stadion im. Kazimierza Górskiego, Płock Widzów: 4 300 Sędzia: Paweł Raczkowski (Warszawa) |
| 17:30         | Chrzanowski 31' · Kolar 43' · Szwoch 55' · Radosław Cielemęcki 62' · Kapuadi 83' · Šulek 89' | (1:0) | 14' Racovițan · 90+3' Długosz · 90+4' Jean Carlos | Stadion im. Kazimierza Górskiego, Płock Widzów: 4 300 Sędzia: Paweł Raczkowski (Warszawa) |

| 922 maja 2023 | Warta Poznań                           | 1:1   | Piast Gliwice | |
| 19:00         | Chrapek 5'                             | (1:1) | 23' (k) Szmyt | Stadion Dyskobolii Grodzisk Wielkopolski, Grodzisk Wielkopolski Widzów: 1 857 Sędzia: Patryk Gryckiewicz (Toruń) |
| 19:00         | Grzesik 32' · Ivanov 57' · Kupczak 74' | (1:1) | 20' Ameyaw    | Stadion Dyskobolii Grodzisk Wielkopolski, Grodzisk Wielkopolski Widzów: 1 857 Sędzia: Patryk Gryckiewicz (Toruń) |

### 34. kolejka (27 maja)
| 127 maja 2023 | Cracovia                          | 3:0   | Wisła Płock | |
| 17:30         | Knap 37' · Ghiță 62' · Makuch 67' | (1:0) |             | Stadion Cracovii im. Józefa Piłsudskiego, Kraków Widzów: 7 936 Sędzia: Jarosław Przybył (Kluczbork) |
| 17:30         | 75' Szwoch · 82' Sekulski         | (1:0) |             | Stadion Cracovii im. Józefa Piłsudskiego, Kraków Widzów: 7 936 Sędzia: Jarosław Przybył (Kluczbork) |

| 227 maja 2023 | Lech Poznań                | 2:0   | Jagiellonia Białystok                                       |                                                                        |
| 17:30         | Sobiech 29' · Šatka 56'    | (1:0) |                                                             | Stadion Poznań, Poznań Widzów: 39 123 Sędzia: Szymon Marciniak (Płock) |
| 17:30         | Pereira 35' · Murawski 78' | (1:0) | 31' Romanczuk · 36' Nguiamba · 54' Nastić · 66', 89' Puerto | Stadion Poznań, Poznań Widzów: 39 123 Sędzia: Szymon Marciniak (Płock) |

| 327 maja 2023 | Legia Warszawa                            | 3:1   | Śląsk Wrocław | |
| 17:30         | Augustyniak 37', 49' · Rosołek 44'        | (2:1) | 6' Expósito   | Stadion Miejski Legii Warszawa im. Marszałka Józefa Piłsudskiego, Warszawa Widzów: 24 874 Sędzia: Piotr Lasyk (Bytom) |
| 17:30         | Ribeiro 42' · Jędrzejczyk 54' · Josué 76' | (2:1) | 30' Schwarz   | Stadion Miejski Legii Warszawa im. Marszałka Józefa Piłsudskiego, Warszawa Widzów: 24 874 Sędzia: Piotr Lasyk (Bytom) |

| 427 maja 2023 | Miedź Legnica | 0:0   | Górnik Zabrze |                                                                              |
| 17:30         |               | (0:0) |               | Stadion Miejski w Legnicy, Legnica Widzów: 5 099 Sędzia: Damian Kos (Gdańsk) |
| 17:30         | Garuch 89'    | (0:0) | 75' Janža     | Stadion Miejski w Legnicy, Legnica Widzów: 5 099 Sędzia: Damian Kos (Gdańsk) |

| 527 maja 2023 | Piast Gliwice | 3:0 (wo.) | Lechia Gdańsk  |                                                                        |
| 17:30         |               |           | 30' Terrazzino | Stadion Miejski, Gliwice Widzów: 5 820 Sędzia: Marcin Kochanek (Opole) |
| 17:30         | Ameyaw 63'    |           |                | Stadion Miejski, Gliwice Widzów: 5 820 Sędzia: Marcin Kochanek (Opole) |

| 627 maja 2023 | Pogoń Szczecin                                               | 4:0   | Radomiak Radom |                                                                                                   |
| 17:30         | Grosicki 34' (k) · Łęgowski 47' · Zahovič 51' · Gorgon 90+2' | (1:0) |                | Stadion Miejski im. Floriana Krygiera, Szczecin Widzów: 19 590 Sędzia: Bartosz Frankowski (Toruń) |
| 17:30         | Wahlqvist 40' · Bichakhchyan 69'                             | (1:0) | 20' Alves      | Stadion Miejski im. Floriana Krygiera, Szczecin Widzów: 19 590 Sędzia: Bartosz Frankowski (Toruń) |

| 727 maja 2023 | Raków Częstochowa | 1:1   | Zagłębie Lubin | |
| 17:30         | Berggren 76'      | (0:0) | 73' Pieńko     | Miejski Stadion Piłkarski Raków w Częstochowie, Częstochowa Widzów: 5 483 Sędzia: Tomasz Musiał (Kraków) |
| 17:30         | 86' Živec         | (0:0) |                | Miejski Stadion Piłkarski Raków w Częstochowie, Częstochowa Widzów: 5 483 Sędzia: Tomasz Musiał (Kraków) |

| 827 maja 2023 | Stal Mielec   | 1:0   | Warta Poznań | |
| 17:30         | Gerbowski 24' | (1:0) |              | Stadion Miejskiego Ośrodka Sportu i Rekreacji w Mielcu, Mielec Widzów: 5 740 Sędzia: Krzysztof Jakubik (Siedlce) |
| 17:30         | 50' Szmyt     | (1:0) |              | Stadion Miejskiego Ośrodka Sportu i Rekreacji w Mielcu, Mielec Widzów: 5 740 Sędzia: Krzysztof Jakubik (Siedlce) |

| 927 maja 2023 | Widzew Łódź                | 0:3   | Korona Kielce                            |                                                                               |
| 17:30         |                            | (0:2) | 5' Błanik · 40' Malarczyk · 60' Łukowski | Stadion Widzewa Łódź, Łódź Widzów: 17 423 Sędzia: Paweł Raczkowski (Warszawa) |
| 17:30         | Letniowski 54' · Miloš 64' | (0:2) | 14' Shikavka · 47' Petrov · 64' Błanik   | Stadion Widzewa Łódź, Łódź Widzów: 17 423 Sędzia: Paweł Raczkowski (Warszawa) |